# Tom Beim
Thomas David Beim, detto Tom (Frimley, 11 dicembre 1975), è un ex rugbista internazionale per l'Inghilterra, in carriera attivo nel ruolo di tre quarti ala.

## Biografia
Tre quarti ala puro e finalizzatore, veste la maglia di Gloucester nel 1995-96, prima di essere ingaggiato nei Sale Sharks; qui disputa tre stagioni giocando 30 partite in English Premiership e segnando 18 mete.
A Sale viene selezionato nella Nazionale inglese e prende parte al tour 1998 nell'emisfero australe; disputa due test match contro la Nuova Zelanda, facendo l'esordio internazionale il 20 giugno 1998 a Dunedin e segnando una meta.
Nel 1997 e nel 2004 viene selezionato nei Barbarians, disputando 3 match internazionali contro Zebre, I Lupi e Leicester, segnando, contro quest'ultimi, una meta.
Nel 1999 fa ritorno a Gloucester dove disputa 49 partite nel campionato inglese e marca 17 mete; nella stagione 2002-03, l'ultima tra le file del club, la squadra si aggiudica la Coppa Anglo-Gallese, mentre perde la finale di English Premiership contro i Wasps.
Nel 2002 viene nuovamente convocato con l'Inghilterra per il tour in Argentina come riserva, senza mai però scendere in campo; negli stessi anni disputa anche qualche partita con l'Inghilterra A.
Nel 2003 si trasferisce in Italia al Viadana, per due stagioni di Super 10, segnando 31 mete in giallo-nero. Dopo una serie di infortuni, decide di ritirasti dall'attività professionistica all'età di 30 anni.

## Palmarès
- Coppe Anglo-Gallesi: 1
Gloucester: 2002-03